# Barbara Guarischi
Barbara Guarischi (Ponte San Pietro, 2 ottobre 1990) è una ciclista su strada e pistard italiana che corre per il Team SD Worx. Attiva tra le Elite dal 2010, ha vinto una tappa al Giro d'Italia 2015 e la prova in linea ai Giochi del Mediterraneo 2022.

## Palmarès

### Strada
- 2014 (ALÉ-Cipollini, due vittorie)

2ª tappa Route de France (Mouilleron-en-Pareds > Ligné)
3ª tappa Trophée d'Or (Saint-Germain-du-Puy > Saint-Germain-du-Puy)
- 2015 (Velocio-SRAM, due vittorie)

1ª tappa Giro d'Italia (Kamnik > Lubiana)
Sparkassen Giro Bochum
- 2016 (Canyon-SRAM, una vittoria)

Omloop van Borsele
- 2019 (Team Virtu Cycling, una vittoria)

1ª tappa Thüringen Tour (Gera > Gera)
- 2022 (Movistar Team, una vittoria)

Giochi del Mediterraneo, Prova in linea (con la Nazionale italiana)
- 2023 (Team SD Worx, una vittoria)

3ª tappa Thüringen Tour (Schmölln > Schmölln)
- 2024 (Team SD Worx, una vittoria)

4ª tappa Holland Ladies Tour (Ede > Ede)

### Altri successi
- 2014 (ALÉ-Cipollini)

Classifica a punti Trophée d'Or
Classifica squadre Trophée d'Or
- 2015 (Velocio-SRAM)

2ª tappa, 1ª semitappa Energiewacht Tour (De Onlanden, cronosquadre)
RideLondon Grand Prix
Campionati del mondo, Cronometro a squadre
- 2019 (Team Virtu Cycling)

Classifica a punti Thüringen Tour
- 2023 (Team SD Worx)

1ª tappa Thüringen Tour (Schleiz, cronosquadre)

### Pista
- 2022

Coppa delle Nazioni, Inseguimento a squadre (Milton con Elisa Balsamo, Chiara Consonni, Silvia Zanardi e Martina Fidanza)
6 Sere di Pordenone, Americana (con Martina Fidanza)

## Piazzamenti

### Grandi Giri
- Giro d'Italia

2010: non partita (8ª tappa)
2012: non partita (7ª tappa)
2013: 67ª
2014: 75ª
2015: 84ª
2016: ritirata (9ª tappa)
2017: 100ª
2018: 107ª
2020: ritirata (7ª tappa)
2023: 101ª
2024: 100ª
- Tour de France

2024: ritirata (7ª tappa)
- Vuelta a España

2024: 95ª

### Competizioni mondiali
- Campionati del mondo su strada

Toscana 2013 - Cronosquadre: 16ª
Richmond 2015 - Cronosquadre: vincitrice
Doha 2016 - In linea Elite: 20ª
Innsbruck 2018 - Cronosquadre: 6ª
Glasgow 2023 - In linea Elite: ritirato
- Campionati del mondo su pista

Ballerup 2010 - Omnium: 14ª
- Campionati del mondo gravel

Veneto 2022 - Elite: 5ª
Veneto 2023 - Elite: 18ª
Belgio 2024 - Elite: 32ª
- Coppa del mondo su strada/World Tour

Coppa del mondo 2010: 127ª
Coppa del mondo 2015: 16ª
World Tour 2016: 99ª
World Tour 2017: 72ª

### Competizioni europee
- Campionati europei su strada

Goes 2012 - In linea Under-23: 2ª
Monaco di Baviera 2022 - In linea Elite: 48ª
Drenthe 2023 - In linea Elite: 58ª
Limburgo 2024 - In linea Elite: 62ª
- Campionati europei su pista

Minsk 2009 - Scratch Under-23: 7ª
San Pietroburgo 2010 - Scratch Under-23: 5ª
Anadia 2011 - Scratch Under-23: 4ª
- Campionati europei gravel

Belgio 2023 - Elite: 5ª

## Riconoscimenti
- Giro d'Onore del CONI nel 2012[1]
- Medaglia di bronzo al valore atletico nel 2014[2]